# Tosontsengel
Tosontsengel (mongol (écriture cyrillique) : Тосонцэнгэл сум) est un Sum (district) de Mongolie dans la province de Khövsgöl. En 2006, il comptait 9 532 habitants.